# Le Grand-Lemps
Le Grand-Lemps és un municipi francès situat al departament de la Isèra i a la regió d'Alvèrnia-Roine-Alps. L'any 2007 tenia 2.892 habitants.

## Demografia

### Població
El 2007 la població de fet de Le Grand-Lemps era de 2.892 persones. Hi havia 1.047 famílies de les quals 231 eren unipersonals (97 homes vivint sols i 134 dones vivint soles), 313 parelles sense fills, 424 parelles amb fills i 79 famílies monoparentals amb fills.
La població ha evolucionat segons el següent gràfic:
Habitants censats

### Habitatges
El 2007 hi havia 1.142 habitatges, 1.061 eren l'habitatge principal de la família, 35 eren segones residències i 46 estaven desocupats. 920 eren cases i 220 eren apartaments. Dels 1.061 habitatges principals, 755 estaven ocupats pels seus propietaris, 266 estaven llogats i ocupats pels llogaters i 40 estaven cedits a títol gratuït; 13 tenien una cambra, 39 en tenien dues, 134 en tenien tres, 302 en tenien quatre i 574 en tenien cinc o més. 786 habitatges disposaven pel capbaix d'una plaça de pàrquing. A 472 habitatges hi havia un automòbil i a 503 n'hi havia dos o més.

### Piràmide de població
La piràmide de població per edats i sexe el 2009 era:
| Homes | Edats   | Dones |
| ----- | ------- | ----- |
| 4     | 95 o +  | 12    |
| 4     | 90 a 94 | 20    |
| 16    | 85 a 89 | 56    |
| 8     | 80 a 84 | 20    |
| 32    | 75 a 79 | 64    |
| 32    | 70 a 74 | 52    |
| 52    | 65 a 69 | 28    |
| 40    | 60 a 64 | 72    |
| 80    | 55 a 59 | 64    |
| 80    | 50 a 54 | 92    |
| 88    | 45 a 49 | 112   |
| 68    | 40 a 44 | 56    |
| 72    | 35 a 39 | 84    |
| 92    | 30 a 34 | 68    |
| 80    | 25 a 29 | 64    |
| 68    | 20 a 24 | 64    |
| 76    | 15 a 19 | 124   |
| 76    | 10 a 14 | 100   |
| 80    | 5 a 9   | 40    |
| 68    | 0 a 4   | 84    |

## Economia
El 2007 la població en edat de treballar era de 1.787 persones, 1.370 eren actives i 417 eren inactives. De les 1.370 persones actives 1.256 estaven ocupades (676 homes i 580 dones) i 114 estaven aturades (47 homes i 67 dones). De les 417 persones inactives 127 estaven jubilades, 142 estaven estudiant i 148 estaven classificades com a «altres inactius».

### Ingressos
El 2009 a Le Grand-Lemps hi havia 1.106 unitats fiscals que integraven 3.002,5 persones, la mediana anual d'ingressos fiscals per persona era de 17.618 €.

### Activitats econòmiques
Dels 151 establiments que hi havia el 2007, 3 eren d'empreses alimentàries, 17 d'empreses de fabricació d'altres productes industrials, 21 d'empreses de construcció, 32 d'empreses de comerç i reparació d'automòbils, 7 d'empreses de transport, 8 d'empreses d'hostatgeria i restauració, 12 d'empreses financeres, 6 d'empreses immobiliàries, 11 d'empreses de serveis, 24 d'entitats de l'administració pública i 10 d'empreses classificades com a «altres activitats de serveis».
Dels 46 establiments de servei als particulars que hi havia el 2009, 1 era una oficina d'administració d'Hisenda pública, 1 gendarmeria, 1 oficina de correu, 5 oficines bancàries, 5 tallers de reparació d'automòbils i de material agrícola, 1 autoescola, 5 paletes, 6 guixaires pintors, 4 fusteries, 2 lampisteries, 1 electricista, 4 perruqueries, 5 restaurants, 3 agències immobiliàries, 1 tintoreria i 1 saló de bellesa.
Dels 15 establiments comercials que hi havia el 2009, 1 era un supermercat, 1 una gran superfície de material de bricolatge, 1 una botiga de més de 120 m², 3 fleques, 1 una llibreria, 3 botigues de roba, 1 una botiga d'electrodomèstics, 1 una botiga de mobles, 1 una joieria i 2 floristeries.
L'any 2000 a Le Grand-Lemps hi havia 22 explotacions agrícoles que ocupaven un total de 800 hectàrees.

## Equipaments sanitaris i escolars
Els 2 equipaments sanitaris que hi havia el 2009 eren farmàcies.
El 2009 hi havia 1 escola maternal i 2 escoles elementals. Le Grand-Lemps disposava d'un col·legi d'educació secundària amb 627 alumnes.

## Poblacions més properes
El següent diagrama mostra les poblacions més properes.